# Рагби репрезентација Естоније
Рагби репрезентација Естоније је рагби јунион тим који представља Естонију у овом екипном спорту. Рагби савез Естоније је основан 2007. Први званичан тест меч рагби репрезентација је одиграла против Естоније 2010. Највећу победу Естонија је остварила над Белорусијом 59-12. Најтежи пораз Естонији је нанела Финска 2010, било је 55-5. Рагби репрезентација Естоније такмичи се у дивизији 3 купа европских нација.